# Pacayas
Pacayas è un distretto della Costa Rica, capoluogo del cantone di Alvarado, nella provincia di Cartago.